# 洛森 (阿肯色州)
洛森（英語：Lawson）是位於美國阿肯色州猶尼昂縣的一個非建制地區。該地的面積和人口皆未知。

## 地理
洛森的座標為33°11′48″N 92°28′59″W / 33.19667°N 92.48306°W，而該地的平均海拔高度為63米（即207英尺）。